# Peuterspeelzaal

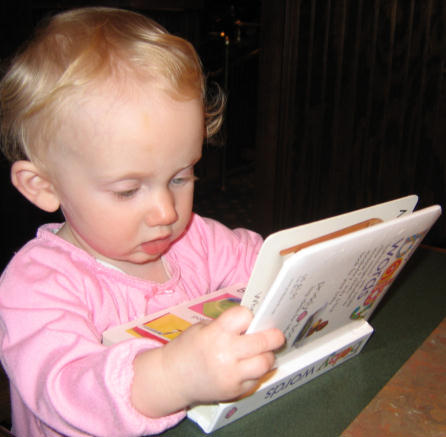
Jong kind kijkt in boek.

Een peuterspeelzaal was in Nederland een schoolachtige opvang waar kleine kinderen van twee of drie jaar met anderen van hun leeftijd enige uren per week konden spelen en leren onder leiding van een of meer volwassenen. De inschrijving bij een peuterspeelzaal was vrijwillig.
Sinds 2018 bestaat deze opvangvorm niet meer. Alle bestaande peuterspeelzalen zijn kinderdagverblijven geworden.

## Doel
De filosofie achter de peuterspeelzaal was kortweg dezelfde als die achter de kleuterschool: kinderen aan de school laten wennen door hen bij elkaar in klassen te zetten, en hen tegelijkertijd, door hen veel te laten spelen, niet van hun eigen wereld te doen vervreemden of een weerzin tegen de school te doen ontwikkelen. Het voornaamste dat kinderen er konden leren, was met anderen samenwerken en naar de leerkracht luisteren.  Taalontwikkeling en leren tellen waren daarnaast belangrijke leerdoelen. Het beroep van peuterleid(st)er vereist andere vaardigheden dan enig ander onderwijzersvak.

## Vervolg
Een kind moest de peuterspeelzaal doorgaans verlaten als het vier werd. Kinderen gaan vanaf 4 jaar naar de basisschool.

## Wetgeving
De Wet kinderopvang en kwaliteitseisen peuterspeelzalen (Wkkp) definieerde tot 2018:
Peuterspeelzaalwerk is de verzorging, de opvoeding en het bijdragen aan de ontwikkeling van kinderen, uitsluitend bestemd voor kinderen vanaf de leeftijd van twee jaar tot het tijdstip waarop die kinderen kunnen deelnemen aan het basisonderwijs.
Een 'peuterspeelzaal' is een voorziening waar peuterspeelzaalwerk plaatsvindt, anders dan gastouderopvang of kinderopvang in een kindercentrum.
Kinderopvangtoeslag werd alleen verstrekt voor peuterspeelzaalwerk in een kindercentrum).
De Wkkp werd op 1 januari 2018 vervangen door de Wet harmonisatie kinderopvang en peuterspeelzaalwerk. Deze regelt dat peuterspeelzaalwerk onder de definitie van kinderopvang valt. Het onderscheid tussen peuterspeelzalen en kinderdagverblijven verdween. Alle peuterspeelzalen zijn omgevormd tot kinderdagverblijven en opgenomen in het 'Landelijk Register Kinderopvang' van de Rijksoverheid. Ouders van wie de kinderen eerder naar de peuterspeelzaal gingen, konden daardoor ook recht doen gelden op kinderopvangtoeslag.

## België
Omdat in België de kleuterschool start vanaf 2 jaar en zes maanden, bestaat geen afzonderlijk systeem van peuterspeelzalen.